# Calinog
Calinog è una municipalità di seconda classe delle Filippine, situata nella Provincia di Iloilo, nella Regione del Visayas Occidentale.
Calinog è formata da 59 baranggay:
- Agcalaga
- Aglibacao
- Aglonok
- Alibunan
- Badlan Grande
- Badlan Pequeño
- Badu
- Baje San Julian
- Balaticon
- Banban Grande
- Banban Pequeño
- Barrio Calinog
- Binolosan Grande
- Binolosan Pequeño
- Cabagiao
- Cabugao
- Cahigon
- Camalongo
- Canabajan
- Caratagan

- Carvasana
- Dalid
- Datagan
- Gama Grande
- Gama Pequeño
- Garangan
- Guinbonyugan
- Guiso
- Hilwan
- Impalidan
- Ipil
- Jamin-ay
- Lampaya
- Libot
- Lonoy
- Malag-it
- Malaguinabot
- Malapawe
- Malitbog Centro
- Mambiranan

- Manaripay
- Marandig
- Masaroy
- Maspasan
- Nalbugan
- Owak
- Poblacion Centro
- Poblacion Delgado
- Poblacion Ilaya
- Poblacion Rizal Ilaud
- San Nicolas
- Simsiman
- Supanga
- Tabucan
- Tahing
- Tibiao
- Tigbayog
- Toyungan
- Ulayan